# Цепколенко, Кармелла Семёновна
Кармелла Семёновна Цепколенко (20 февраля 1955, Одесса) — украинский композитор, педагог, профессор (с 2009), кандидат педагогических наук, секретарь правления Национального союза композиторов Украины. Заслуженный деятель искусств Украины (2006).

## Биография
В 1962—1973 годах обучалась в Одесской средней специальной музыкальной школе им. профессора П. С. Столярского под руководством профессоров Г. Д. Бучинского (класс фортепиано) и О. Л. Когана (композиция). Проложила музыкальное образование в Одесской консерватории (1973—1979), где изучала композицию (класс профессора А. А. Красотова) и фортепиано (класс профессора Л. Н. Гинзбург).
С 1986 по 1989 год училась под руководством профессора Г. М. Цыпина в аспирантуре Московского педагогического института имени В. И. Ленина (ныне Московский педагогический государственный университет).
Посещала композиторские мастер-курсы в Германии (Дармштадт, 1992, 1994; Байройт, 1993). Участница многочисленных международных фестивалей и форумов.
С 1980 года — преподаватель композицию в Одесской государственной музыкальной академии имени А. В. Неждановой. В процессе обучения использует свою авторскую методику «Сценарная разработка музыкального материала». Неоднократно с успехом проводила мастер-классы в учебных заведениях Германии, Молдовы, России, Швейцарии, США.
Лауреат всесоюзных и международных композиторских конкурсов. Получала гранты от фонда им. Генриха Бёлля (Германия, 1995), фонда Дома И. Брамса (Германия, 1996), Международного фонда «Возрождение» (Украина) и Национального фонда искусств СИМА (Нью-Йорк, США, 1996), выигрывала Гранты на творческие резидентуры в Шраяни (Германия, 1998), Ворпсведе (Германия, 2000), Ди Гэгэ (Германия, 2002, 2003).
Была инициатором организации в 1995 году и артистическим директором ежегодного фестиваля современной музыки украинских и зарубежных композиторов, преимущественно экспериментального направления, «Два дня и две ночи новой музыки» в Одессе. Инициатор создания, основательница и председатель правления Международной общественной организации «Ассоциация Новой Музыки» — Украинской секции Международного общества современной музыки.
Создала школу современной композиции на юге Украины, научив немало учеников, среди которых композиторы, лауреаты Национальных премий и Международных конкурсов, в том числе, С. Азарова.

## Творчество
Автор более 70 музыкальных произведений для оркестра, камерных ансамблей, вокала, фортепиано, органа, трёх опер и др.

## Премии и награды
- Третья премия Всесоюзного фестиваля «Студенческая весна» в Ереване (1978)
- Вторая премия Всесоюзного конкурса композиторов в Москве (1978)
- Поощрительная премия конкурса им. Карла-Марии-фон-Вебера в Дрездене (1983)
- Приз Международного фортепианного конкурса во Франции (1990, 1993)
- Украинская Национальная премия им. Бориса Лятошинского (2001).
- Заслуженный деятель искусств Украины (2006).
- Орден «За интеллектуальную отвагу» (2012).
- Национальная премия Украины имени Тараса Шевченко (2024)[1].